# Chris Brown (atleta)
Christopher Deon Brown, detto Chris (Eleuthera, 15 ottobre 1978), è un velocista bahamense specializzato nei 400 metri piani, disciplina di cui è stato campione mondiale indoor a Doha 2010.

## Biografia
Il 13 marzo 2010 si è laureato campione mondiale indoor a Doha con il tempo di 45"96.
Il 27 luglio 2012 è stato portabandiera per le Bahamas alla cerimonia di apertura dei Giochi della XXX Olimpiade a Londra.

## Record nazionali

### Seniores
- 800 metri piani: 1'49"54 ( Maracaibo, 17 agosto 1998)
- Staffetta 4×400 metri: 2'56"72 ( Londra, 10 agosto 2012) (Chris Brown, Demetrius Pinder, Michael Mathieu, Ramon Miller)
- Staffetta 4×400 metri indoor: 3'04"75 ( Portland, 20 marzo 2016) (Michael Mathieu, Alonzo Russell, Shavez Hart, Chris Brown)

## Palmarès
| Anno | Manifestazione          | Sede           | Evento      | Risultato        | Prestazione | Note                                     |
| ---- | ----------------------- | -------------- | ----------- | ---------------- | ----------- | ---------------------------------------- |
| 2000 | Giochi olimpici         | Sydney         | 400 m piani | Quarti di finale | 45"76       |                                          |
| 2000 | Giochi olimpici         | Sydney         | 4×400 m     | Bronzo           | 2'59"23     |                                          |
| 2001 | Mondiali                | Edmonton       | 400 m piani | Batteria         | 46"01       |                                          |
| 2001 | Mondiali                | Edmonton       | 4×400 m     | Oro              | 2'58"19     | Record nazionale                         |
| 2002 | Giochi del Commonwealth | Manchester     | 400 m piani | 7º               | 45"67       |                                          |
| 2002 | Giochi del Commonwealth | Manchester     | 4×400 m     | Bronzo           | 3'01"35     |                                          |
| 2003 | Mondiali indoor         | Birmingham     | 400 m piani | Semifinale       | 47"03       |                                          |
| 2003 | Campionati CAC          | Saint George's | 400 m piani | Argento          | 45"42       |                                          |
| 2003 | Campionati CAC          | Saint George's | 4×400 m     | Oro              | 3'02"56     |                                          |
| 2003 | Mondiali                | Saint-Denis    | 400 m piani | Semifinale       | 45"29       |                                          |
| 2003 | Mondiali                | Saint-Denis    | 4×400 m     | Bronzo           | 3'00"53     | Miglior prestazione personale stagionale |
| 2004 | Mondiali indoor         | Budapest       | 400 m piani | Semifinale       | 46"68       |                                          |
| 2004 | Giochi olimpici         | Atene          | 400 m piani | Semifinale       | 45"31       |                                          |
| 2004 | Giochi olimpici         | Atene          | 4×400 m     | 6º               | 3'01"88     |                                          |
| 2005 | Campionati CAC          | Nassau         | 400 m piani | Bronzo           | 45"57       |                                          |
| 2005 | Campionati CAC          | Nassau         | 4×400 m     | Oro              | 3'01"08     |                                          |
| 2005 | Mondiali                | Helsinki       | 400 m piani | 4º               | 44"48       |                                          |
| 2005 | Mondiali                | Helsinki       | 4×400 m     | Argento          | 2'57"32     | Record nazionale                         |
| 2006 | Mondiali indoor         | Mosca          | 400 m piani | Bronzo           | 45"78       | Record nazionale                         |
| 2006 | Giochi del Commonwealth | Melbourne      | 400 m piani | 4º               | 45"19       |                                          |
| 2007 | Giochi panamericani     | Rio de Janeiro | 400 m piani | Oro              | 44"85       |                                          |
| 2007 | Giochi panamericani     | Rio de Janeiro | 4×400 m     | Oro              | 3'01"94     |                                          |
| 2007 | Mondiali                | Osaka          | 400 m piani | 4º               | 44"45       | Miglior prestazione personale            |
| 2007 | Mondiali                | Osaka          | 4×400 m     | Argento          | 2'59"18     | Miglior prestazione personale stagionale |
| 2008 | Mondiali indoor         | Valencia       | 400 m piani | Bronzo           | 46"26       | Miglior prestazione personale stagionale |
| 2008 | Giochi olimpici         | Pechino        | 400 m piani | 4º               | 44"84       |                                          |
| 2008 | Giochi olimpici         | Pechino        | 4×400 m     | Argento          | 2'58"03     |                                          |
| 2009 | Mondiali                | Berlino        | 400 m piani | 5º               | 45"47       |                                          |
| 2010 | Mondiali indoor         | Doha           | 400 m piani | Oro              | 45"96       | Miglior prestazione personale stagionale |
| 2010 | Mondiali indoor         | Doha           | 4×400 m     | Finale           | dnf         |                                          |
| 2011 | Mondiali                | Taegu          | 400 m piani | Semifinale       | 45"54       |                                          |
| 2011 | Giochi panamericani     | Guadalajara    | 400 m piani | 7º               | 45"89       |                                          |
| 2011 | Giochi panamericani     | Guadalajara    | 4×100 m     | Finale           | dns         |                                          |
| 2012 | Mondiali indoor         | Istanbul       | 400 m piani | Bronzo           | 45"90       | Miglior prestazione personale stagionale |
| 2012 | Giochi olimpici         | Londra         | 400 m piani | 4º               | 44"79       |                                          |
| 2012 | Giochi olimpici         | Londra         | 4×400 m     | Oro              | 2'56"72     | Record nazionale                         |
| 2013 | Mondiali                | Mosca          | 400 m piani | Semifinale       | 45"18       | Miglior prestazione personale stagionale |
| 2013 | Mondiali                | Mosca          | 4×400 m     | Batteria         | 3'02"67     |                                          |
| 2014 | Mondiali indoor         | Sopot          | 400 m piani | Argento          | 45"58       | Miglior prestazione personale            |
| 2014 | World Relays            | Nassau         | 4×400 m     | Argento          | 2'57"59     | Miglior prestazione personale stagionale |
| 2014 | Giochi del Commonwealth | Glasgow        | 400 m piani | Finale           | dns         |                                          |
| 2014 | Giochi del Commonwealth | Glasgow        | 4×400 m     | Argento          | 3'00"51     |                                          |
| 2015 | World Relays            | Nassau         | 4×400 m     | Argento          | 2'58"91     | Miglior prestazione personale stagionale |
| 2015 | Mondiali                | Pechino        | 400 m piani | Semifinale       | 45"07       |                                          |
| 2016 | Mondiali indoor         | Portland       | 4×400 m     | Argento          | 3'04"75     | Record nazionale                         |
| 2016 | Giochi olimpici         | Rio de Janeiro | 400 m piani | Batteria         | 45"56       | Miglior prestazione personale stagionale |
| 2016 | Giochi olimpici         | Rio de Janeiro | 4×400 m     | Bronzo           | 2'58"49     | Miglior prestazione personale stagionale |

## Altre competizioni internazionali
2005
- Bronzo alla World Athletics Final ( Monaco), 400 m piani - 44"68

2008
- Bronzo alla World Athletics Final ( Stoccarda), 400 m piani - 45"36

2009
- Argento alla World Athletics Final ( Salonicco), 400 m piani - 45"49